# Alvania moerchi
Alvania moerchi är en snäckart som först beskrevs av Collins 1886.  Alvania moerchi ingår i släktet Alvania och familjen Rissoidae. Inga underarter finns listade i Catalogue of Life.